# Maura Delpero
Maura Delpero (Bolzano, Italia, 3 de octubre de 1975) es una directora y guionista de cine que desarrolla su actividad tanto en su país natal como en Argentina

## Actividad profesional
Estudió Letras en la Universidad de Bolonia y en la Sorbona en París y teatro en Buenos Aires.
Trabajó como asistente en la película italiana Le ferie di Licu, estrenada en 2006 y ese año produjo, guionó, dirigió y montó el mediometraje documental Moglie e buoi dei paesi tuoi. Su cortometraje Four tracks from Ossigeno, sobre el espectáculo Ossigeno de la compañía Teatrino Clandestino, de Bolonia, fue finalista del Premio Riccione TTV 2008. Produjo y dirigió el largometraje documental Signori professori -Señores profesores en español-, estrenado en 2008. La película, que fue escrita en su primer año como docente, busca reflejar las sensaciones, los sentimientos, que provoca esa profesión de la que dice que “en la percepción común oscila esquizofrénicamente entre una antigua imagen romántica y una actual pérdida indecente de prestigio social”. La directora evitó el recurso de las entrevistas y, en cambio, sigue a tres colegas para que los estados de ánimo se vieran a través de su propio lenguaje natural, de hechos, gestos, miradas, tonos de voz o silencios. 
 La película fue galardonada en la edición 26 del Festival de Cine de Turín con el Premio Unione Circoli Cinematografici ARCI y el Premio Avanti!, además de ser nominada al Premio Ciudad de Turín al mejor filme documental italiano.
En 2010, el guion de su mediometraje Nadea y Sveta recibió una mención especial en el Premio Solinas. La película ganó el Premio Cipputi en el 30 ° Festival de Cine de Turín y fue una de las cinco finalistas para el Premio David di Donatello en 2013.
En 2019 se estrenó Hogar, película que dirigió Delpero sobre su propio guion, cuyo tema es la convivencia en un centro religioso de acogida para madres solteras entre estas y las monjas que lo dirigen y que deja planteadas sin responder preguntas tales como ¿qué es una madre buena? ¿Es que Dios existe? ¿Qué es un ser humano? El filme recibió varios premios en festivales.

## Filmografía
Directora
- Moglie e buoi dei paesi tuoi (mediometraje, 2005)
- Four tracks from Ossigeno (cortometraje, 2007)
- Signori professori (documental, 2008)
- Nadea e Sveta (mediometraje, 2012)
- Hogar (drama, 2019)
- Vermiglio (2024)[4]

## Premios y distinciones
Festival Internacional de Cine de San Sebastián
| Año  | Categoría                                                           | Película | Resultado |
| ---- | ------------------------------------------------------------------- | -------- | --------- |
| 2016 | Premios Foro de Coproducción Europa-América Latina-Mención especial | Hogar    | Ganador   |
| 2016 | Premio Internacional Artekino                                       | Hogar    | Ganador   |

Por Nadea e Sveta

Premio Solinas 2010
- Su guion fue galardonado con una mención especial

30 ° Festival de Cine de Turín
- Ganadora del Premio Cipputi

Premio David di Donatello 2013
- Nominada como una de las cinco finalistas para ese premio.

Por Hogar:

Festival Internacional de Cine de Chicago 2019
- Maura Delpero, nominada al Premio Hugo de Oro en la Competencia de nuevos directores

Festival de Cine de Hamburgo 2019
- Maura Delpero, nominada al Sichtwechsel Film Award

Festival Internacional de Cine de Locarno 2019
- Maura Delpero, ganadora del Europa Cinemas Label
- Maura Delpero, ganadora de la Mención Especial en el Premio Leopardo de Oro
- Maura Delpero, ganadora del Premio del Jurado Ecuménico
- Maura Delpero, nominada al Premio Leopardo de Oro a la Mejor Película

Festival Internacional de Cine de Mar del Plata 2019
- Maura Delpero, ganadora de la Mención Especial en la Competencia argentina
- Maura Delpero, nominada al Premio a la Mejor Película n la competencia argentina